# Lista portów lotniczych na Kajmanach

Mapa Kajmanów

Lista portów lotniczych na Kajmanach, podzielona pod względem lokalizacji.
| Miasto      | ICAO | IATA | Port lotniczy                     |
| ----------- | ---- | ---- | --------------------------------- |
| George Town | MWCR | GCM  | Port lotniczy Owen Roberts        |
| Cayman Brac | MWCB | CYB  | Port lotniczy Charles Kirkconnell |
| Mały Kajman | MWCL | GCM  | Port lotniczy Edward Bodden       |